# Aspicilia obscurata
Aspicilia obscurata är en lavart som först beskrevs av Elias Fries, och fick sitt nu gällande namn av Johann Franz Xaver Arnold. Aspicilia obscurata ingår i släktet Aspicilia och familjen Megasporaceae.   Inga underarter finns listade i Catalogue of Life.